# Liechtensteinois
Pour les articles homonymes, voir Liechtensteinois (homonymie).
Le liechtensteinois est un groupe de dialectes alémaniques parlé au Liechtenstein. Il rassemble le haut alémanique, parlé dans le nord et l'ouest de la principauté, et l'alémanique supérieur (ou walser), parlé dans l'est. Il est généralement considéré comme faisant partie du suisse allemand. 
En 2019, une version en liechtensteinois des Aventures de Tintin (Tim und Struppi) sort avec l'album Le Sceptre d'Ottokar (Am Ottokar sis Zäptr).